# Football Manager 2024
Football Manager 2024 (officiellement abrégé en FM24) est un jeu vidéo de gestion de football, développé par Sports Interactive et édité par Sega, sorti le 6 novembre 2023 sur Xbox One, Xbox Series X/S, PlayStation 5, iOS, Android, macOS, Windows, Apple Arcade et Nintendo Switch. Le jeu fait partie de la série Football Manager.

## Système de jeu
Football Manager 2024 est jeu de gestion sportive de football.
Désormais, si un joueur détient une sauvegarde de Football Manager 2023, alors il peut transférer ses données de jeu vers Football Manager 2024, quelle que soit la plate-forme.

## Développement
Football Manager 2024 est développé par le studio britannique Sports Interactive et édité par Sega. Le jeu marque le 20e anniversaire de la franchise Football Manager.
Le jeu est publié le 6 novembre 2023 à l'international sur une multitude de plates-formes : les consoles Nintendo Switch, PlayStation 5, Xbox One et Xbox Series X/S ; les systèmes d'exploitation mobile Android, iOS et ceux pour ordinateur macOS, Windows ainsi que le service de jeu en ligne Apple Arcade. D'ailleurs, les versions du jeu sur téléphone mobile sont distribuées exclusivement à partir de l'application Netflix. En l'occurrence, Football Manager 2024 est le premier opus de la série à sortir au Japon, accompagné de la licence jouable du championnat japonais de football.

## Accueil
- PC Gamer : 83 sur 100[4] (PC)
- Eurogamer : 4 sur 5[5] (PC)
- PCGamesN : 8 sur 10[6] (PC)
- IGN : 8 sur 10[7] (PC)
- Gameblog : 9 sur 10[8]